# Tiilää
Tiilää – wieś w Finlandii, w rejonie Uusimaa, w gminie Askola.